# Estádio Municipal Doutor José Lancha Filho
O Estádio Municipal Doutor José Lancha Filho, conhecido por Lancha Filho ou Lanchão, é um estádio de futebol localizado na cidade de Franca, no estado de São Paulo e tem capacidade para 14.686 pessoas.

## História
O terreno onde o estádio foi construído foi destinado à AA Francana por Vinícius Seixas Costa, dirigente e torcedor fanático da Veterana. O clube precisava de ajuda para erguer o estádio, mas a prefeitura não quis realizar a obra, no mandato do prefeito Hélio Palermo, e acabou incorporando o terreno para depósito municipal.
Quando o novo prefeito, José Lancha Filho, assumiu o cargo público, em 1969, a Veterana tinha chances claras de subir de divisão, mas a Federação Paulista de Futebol exigia dos clubes, na época, um estádio com capacidade para, no mínimo, 15 mil pessoas, para que esses pudessem disputar à elite estadual. Foi então que o jovem e destemido prefeito convocou a população para ajudar, e organizou uma grande comissão para levantar o estádio.
O estádio foi construído pelas mãos do povo de Franca, com subsídios da prefeitura, e suas obras se iniciaram entre abril e junho de 1969, e foram concluídas em incríveis 88 dias. Quando terminado, o estádio foi batizado com o nome do prefeito que encabeçou a construção: Lancha Filho.
No mesmo ano que o Estádio foi construído, a AA Francana foi vice-campeã paulista da segunda divisão, e quase chegou à elite estadual.
O recorde de público registrado do estádio ocorreu na partida pelo Campeonato Paulista entre a Francana e o Palmeiras, com o empate em 1 x 1, em 03 de setembro de 1978, com público pagante de 21.732 pessoas.

### Problemas e soluções
Quando a Veterana entrou em crise financeira, o estádio passou alguns anos malcuidado e chegou a ser mal avaliado pelo Ministério do Esporte. Passou por reformas e melhorias em 2005, e ao longo dos anos, por reformulações e ajustes, chegou as suas dimensões atuais, de 105 x 68 m.

### 50 Anos
No dia 9 de julho de 2019, uma grande festa marcou os 50 anos do estádio Lancha Filho. Estiveram presentes, entre outros, o ex-prefeito da cidade, José Lancha Filho, a quem o estádio homenageia; além de ex-jogadores da Veterana, incluindo parte do elenco que esteve no jogo inaugural.

## Doutor José Lancha Filho
O nome do estádio é uma homenagem ao médico e ex-prefeito de Franca, José Lancha Filho (?, 1931-Franca, 27 de julho de 2019), que governava o município na época em que o campo foi construído.
Lancha Filho foi um dos responsáveis por agilizar a construção do estádio, que foi feita no recorde de 88 dias. Ele também foi presidente da Francana, e prefeito municipal de 1969 até 1973.
Lancha Filho participou das comemorações do aniversário de 50 anos do estádio no dia 9 de julho de 2019, dezoito dias antes de sua morte, em 27 de julho de 2019. Ele morreu devido a uma parada cardiorrespiratória.

## Jogo importante no estádio

### O título de 1977
No dia 4 de dezembro de 1977, a AA Francana venceu por 2 a 0 o Araçatuba, dentro do Lancha Filho, conquistando o maior título de sua história, o Paulista da Série A2.
Ficha técnica do jogo
| 4 de dezembro de 1977 | Francana                     | 2 – 0 | Araçatuba | Estádio Municipal Doutor José Lancha Filho, Franca                          |
|                       | Zé Antonio 46' · Antenor 80' |       |           | Público: 19,500 pessoas Renda: Cr$ 705.000,00 Árbitro: Nilson Cardoso Bilha |

Francana: Geninho; Gaspar, Zé Mauro, Boca e Eraldo; Renê e Marinho; Antenor, Zé Antônio, Assis e Delem. Técnico: ?

Araçatuba: Godói; Luís Carlos, Mauro, Almeida e Luisão; Sobral e Benetti (Adilson); Amauri, Lima (Vilela), Genildo e Pantera. Técnico: ?